# Gia sư hoàng gia
Gia sư hoàng gia (Tiếng Nhật: 王室教師ハイネ Hepburn: Ōshitsu Kyōshi Haine) là một series manga Nhật bởi Higasa Akai. Nó được bắt đầu xuất bản tại tạp chí Monthly G Fantasy của Square Enix vào tháng 11 năm 2013. Nó được tổng hợp thành 12 tập tankōbon vào tháng 10 năm 2016. Yen Press cấp phép cho bộ manga và cho ra các tập theo tháng. Một bản anime bởi Bridge được thông báo cho anime mùa xuân năm 2017 bắt đầu từ ngày 4 tháng 4 năm 2017, và một vở kịch sân khấu cũng được thông báo.

## Nội dung
Heine Wittgenstein, một người thường bị hiểu lầm là một đứa trẻ, được mời đến cung điện hoàng gia của Glanzreich bởi nhà vua với tư cách là một gia sư hoàng gia với 4 chàng hoàng tử trẻ - Kai, Bruno, Leonhard, và Licht - là những ứng cử viên cho ngai vàng. Tuy nhiên, anh thấy rằng công việc này khó khăn bởi vì những tính cách phức tạp của 4 chàng hoàng tử, điều dẫn đến việc mọi gia sư đều phải từ chức.

## Nhân vật

### Nhân vật chính
Heine Wittgenstein (ハイネ・ヴィトゲンシュタイン Haine Witogenshutain)
Ngũ hoàng tử và là hoàng tử trẻ nhất - 14 tuổi, có tên gọi là "Hoàng tử Playboy". Anh rất vui tính và cởi mở, và thích được xung quanh bởi những cô gái xinh đẹp. Anh thích trốn ra ngoài vào thị trấn, bởi vì công việc riêng của anh là một bồi bàn tại một quán café. Anh làm kinh ngạc về sự nhận thức mặc dù hình ảnh là một playboy. Gần đây, anh chuyển ra ngoài cung điện bởi vì anh nhận ra rằng có 2 cảm xúc khác nhau, ngoài việc trở thành một nhà vua, anh cũng yêu công việc là một bồi bàn, và quyết định không lâu sau trở thành một nhà vua nhưng thay vào đó là sống độc lập và một con người bình thường làm việc như một bồi bàn.

### Các thành viên khác trong gia đình Glanzreich
Viktor von Glanzreich (ヴィクトール・フォン・グランツライヒ Vikutōru Fon Gurantsuraihi) 

Lồng tiếng bởi: Toshiyuki Morikawa (tiếng Nhật); David Wald (tiếng Anh)

### Các nhân vật khác
Maximilian Rosenberg (マクシミリアン Makushimirion)

## Truyền thông

### Manga
Manga được viết và vẽ bởi Higasa Akai. Nó được đầu tiên xuất hiện trước công chúng vào tháng 12 năm 2013 bởi Monthly GFantasy. Square Enix đã xuất bản tankōbon từ ngày 27 tháng 6 năm 2014. Hiện tại đã có 7 tập. Yen Press thông báo rằng nó được cấp phép ra series vào năm 2015, và đang phát hành các tập đã dịch.

### Anime
Một bản anime bởi Bridge được thông báo cho anime mùa xuân bắt đầu từ ngày 4 tháng 4 năm 2017. Funimation Entertainment đã cấp phép series ở Bắc Mĩ.
| STT. | Tên tập phim                                                                          | Ngày lên sóng            |
| ---- | ------------------------------------------------------------------------------------- | ------------------------ |
| 1    | "Gia sư hoàng gia đến" "Ōshitsu kyōshi, kuru" (王室教師、来る)                        | Ngày 4 tháng 4 năm 2017  |
| 2    | "Phỏng vấn hoàng tử" "Ōji mendan" (王子面談)                                          | Ngày 11 tháng 4 năm 2017 |
| 3    | "Các ngài không cần chấp nhận tôi" "Mitomenakute mo īnode" (認めなくてもいいので)     | Ngày 18 tháng 4 năm 2017 |
| 4    | "Các hoàng tử xuống thị trấn" "Ōji, machi e iku" (王子、街行く)                       | Ngày 25 tháng 4 năm 2017 |
| 5    | "Bị đả kích bởi những điều vĩ đại" "Saidai no shiren, shūrai" (最大の試練、襲来)      | Ngày 2 tháng 5 năm 2017  |
| 6    | "Tại quán café Mitter Mayer" "Kafe mittā maiyā nite" (カフェ・ミッター・マイヤーにて) | Ngày 9 tháng 5 năm 2017  |
| 7    | "Tại nơi của một giấc mơ" "Yume no arika" (夢の在処)                                  | Ngày 16 tháng 5 năm 2017 |
| 8    | "Một trái tim nhút nhát" "Okubyōna kokoro" (臆病な心)                                 | Ngày 23 tháng 5 năm 2017 |
| 9    | "Cái giá của quá khứ" "Kako no daishō" (過去の代償)                                   | Ngày 30 tháng 5 năm 2017 |
| 10   | "Giáo sư mà tôi không biết" "Boku no shira nai sensei" (僕の知らない先生)             | Ngày 6 tháng 6 năm 2017  |
| 11   | "Lời hứa của 2 người" "Ni nin no yakusoku" (二人の約束)                               | Ngày 13 tháng 6 năm 2017 |
| 12   | "Bài học cuối cùng" "Saigo no jugyō" (最後の授業)                                     | Ngày 21 tháng 6 năm 2017 |